# Дарлінгтон (Індіана)
Дарлінгтон (англ. Darlington) — місто (англ. town) в США, в окрузі Монтгомері штату Індіана. Населення — 711 особа (2020).

## Географія
Дарлінгтон розташований за координатами 40°6′27″ пн. ш. 86°46′36″ зх. д. / 40.10750° пн. ш. 86.77667° зх. д. (40.107372, -86.776733).  За даними Бюро перепису населення США в 2010 році місто мало площу 0,86 км², уся площа — суходіл.

## Демографія
Згідно з переписом 2010 року, у місті мешкали 843 особи в 327 домогосподарствах у складі 226 родин. Густота населення становила 980 осіб/км².  Було 364 помешкання (423/км²).
Расовий склад населення:
| - 98,9 % — білих - 0,1 % — корінних американців - 0,1 % — чорних або афроамериканців - 0,1 % — азіатів |

До двох чи більше рас належало 0,7 %. Частка іспаномовних становила 0,2 % від усіх жителів.
За віковим діапазоном населення розподілялося таким чином: 28,9 % — особи молодші 18 років, 60,1 % — особи у віці 18—64 років, 11,0 % — особи у віці 65 років та старші. Медіана віку мешканця становила 35,8 року. На 100 осіб жіночої статі у місті припадало 102,2 чоловіків;  на 100 жінок у віці від 18 років та старших — 93,9 чоловіків також старших 18 років.
Середній дохід на одне домашнє господарство  становив 49 914 долари США (медіана — 43 500), а середній дохід на одну сім'ю — 58 508 доларів (медіана — 51 944). Медіана доходів становила 40 750 доларів для чоловіків та 34 250 доларів для жінок. За межею бідності перебувало 14,7 % осіб, у тому числі 19,9 % дітей у віці до 18 років та 11,6 % осіб у віці 65 років та старших.
Цивільне працевлаштоване населення становило 349 осіб. Основні галузі зайнятості: виробництво — 36,1 %, освіта, охорона здоров'я та соціальна допомога — 17,5 %, роздрібна торгівля — 13,5 %.